# School's Out
School's Out er et hård rockalbum af Alice Cooper, der blev udgivet i 1972. Titelsangen er blevet en fast del af Alice Coopers koncerter, og den bliver også tit spillet på radiokanaler, der spiller klassisk rock.
Albumcoveret blev designet af Craig Braun, og den originale LP havde et hylster, der skulle forestille et gammeldags skolebord. Pladen indeni var pakket ind i et par dametrusser. Det originale oplæg blev dog tilbagekaldt, da de indlagte trusser ikke var behandlet med brandhæmmende materiale.

## Spor
1. "School's Out" (Alice Cooper, Glen Buxton, Michael Bruce, Dennis Dunaway, Neal Smith) – 3:34
2. "Luney Tune" (Cooper, Dunaway) – 3:36
3. "Gutter Cat vs. the Jets" (Buxton, Dunaway, Leonard Bernstein, Stephen Sondheim) – 4:39
4. "Street Fight" (Cooper, Buxton, Bruce, Dunaway, Smith) – 0:55
5. "Blue Turk" (Cooper, Bruce) – 5:29
6. "My Stars" (Cooper, Bob Ezrin) – 5:46
7. "Public Animal #9" (Cooper, Bruce) – 3:53
8. "Alma Mater" (Smith) – 4:27
9. "Grande Finale" (Cooper, Buxton, Bruce, Dunaway, Bob Ezrin, Smith, Mack David, Leonard Bernstein) – 4:36

## Musikere
- Alice Cooper – Vokal
- Glen Buxton – Lead guitar
- Michael Bruce – Rytmeguitar, keyboard
- Dennis Dunaway – Bas
- Neal Smith – Trommer
- Dick Wagner – Lead guitar på "My Stars"